# ТЕЦ Бухарест-Захід
ТЕС Бухарест-Захід — теплова електростанція в Румунії, яка, окрім виробництва електроенергії, також виконує функції теплопостачання столиці країни Бухареста.
Перші три енергоблоки з паровими турбінами одиничною потужністю по 40 МВт стали до ладу в 1955 році (станція Бухарест-Захід-1). Як паливо вони використовували вугілля і наразі вже виведені з експлуатації.
У 1975-му запустили два блоки з паровими турбінами потужністю по 125 МВт, основним паливом для яких повинна була бути нафта, а резервним — природний газ (Бухарест-Захід-2). Наразі вони майже повністю переведені на блакитне паливо та через екологічні обмеження можуть використовувати нафту лише у особливих випадках.
Нарешті, в 2009-му на майданчику спорудили розрахований на використання природного газу новітній енергоблок потужністю 190 МВт. Він використовує технологію комбінованого парогазового циклу та обладнаний однією газовою турбіною, яка через котел-утилізатор живить одну парову турбіну (Бухарест-Захід-3).
Теплова потужність кожного з двох блоків станції Бухарест-Захід-2 становить 180 МВт, а у парогазового блоку Бухарест-Захід-3 — 190 МВт. Разом з додатковими водогрійними котлами теплова потужність ТЕЦ досягає 1195 МВт.
Необхідний для роботи ТЕЦ природний газ подається до румунської столиці по трубопроводах Трансильванія – Бухарест, Хурезань – Бухарест та Ісакча — Бухарест.
Видача електроенергії відбувається по ЛЕП, що працює під напругою 110 кВ.